# Arrondissement de Mabo
Pour les articles homonymes, voir Mabo.
L'arrondissement de Mabo est l'un des arrondissements du Sénégal. Il est situé dans le département de Birkilane et la région de Kaffrine.
Il a été créé par un décret du 10 juillet 2008.
Il compte quatre communautés rurales :
- Communauté rurale de Mabo
- Communauté rurale de Mbeuleup[3].
- Communauté rurale de Ndiognick
- Communauté rurale de Ségré Gatta[3]

Son chef-lieu est Mabo.